# Johan Martin Jacob af Tengström
Johan Martin Jacob af Tengström (ur. 1821 – zm. 1890) – fiński przyrodnik i entomolog, specjalizujący się w lepidopterologii.
Urodził się 10 listopada 1821 w Åbo, jako syn Johana Magnusa af Tengströma. W 1839 został studentem Uniwersytetu Helsińskiego. W 1845 asystentem muzeum zoologicznego. W 1851 otrzymał tytuł magistra. W 1879 przeprowadził się do Lohja, gdzie zmarł 25 grudzinia 1890.
Podróżował po Finlandii, rosyjskiej Karelii a także do Ameryki Północnej i na Jawę. Był członkiem Societas pro Fauna et Flora Fennica. Napisał m.in.:
- Bidrag till Finlands fjärilfauna (1847)
- Geometridæ, Crambidæ et Pyralidæ faunæ fennicæ. Anmärkningar och tilllägg till Finlands små fjärilfauna (1859)
- Catalogus Lepidovterorum faunæ fennicæ præcursorius (1869)
- Nykomlingar för finska fjärilfaunan (1875)